# إبرام بلاس
إبرام بلاس (بالبولندية: Abram Blass)‏ هو لاعب شطرنج بولندي، ولد في 1895 في لومزا في بولندا، وتوفي في 1971.

## وصلات خارجية
- إبرام بلاس على موقع مباريات الشطرنج (الإنجليزية)
- إبرام بلاس على موقع 365Chess.com (الإنجليزية)
- إبرام بلاس سجل أولمبياد الشطرنج على موقع OlimpBase.org (الإنجليزية)